# Joan Castejón
Joan Ramón García Castejón, Joan Castejón (Elche, Alicante, 17 de diciembre de 1945 ) es un pintor, escultor y dibujante español, uno de los principales representantes del realismo social del Grupo de Elche,. Se suele atribuir su estilo personal a la influencia y admiración por el arte renacentista. 
Aunque su principal medio de expresión es el dibujo, también hace incursiones en los campos de la pintura, la escultura y el teatro. Ha trabajado como actor y escenógrafo.
Ha expuesto en los museos más importantes de la Comunidad Valenciana, como el Instituto Valenciano de Arte Moderno, Museo de la Universidad de Alicante,  Colección Martínez Guerricabeitia de la Universidad Politécnica de Valencia,  Universidad Miguel Hernández de Alicante,  la Fundación Bancaja,  el Centro del Carmen de Valencia,  o la Lonja de Pescado de Alicante.

## Biografía

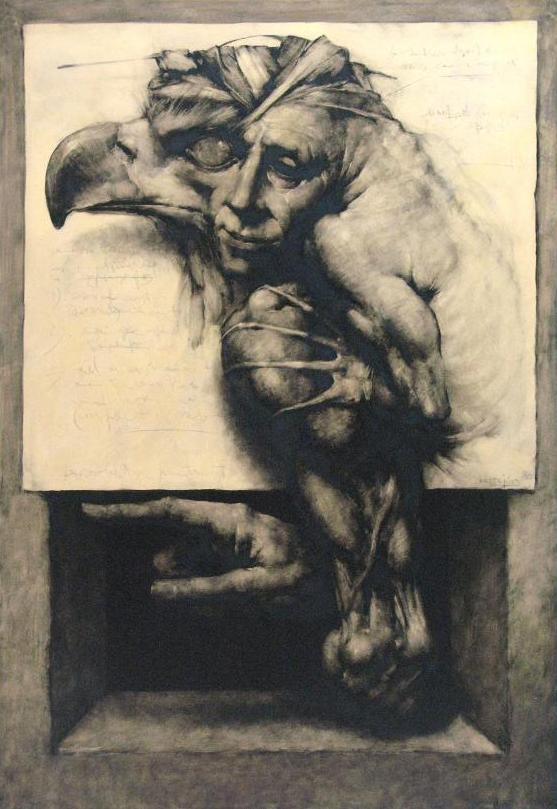
'Mutante de águila irreal', cera sobre papel, de Joan Castejon.

Con dieciséis años se traslada a Valencia, donde se forma en el Círculo de Bellas Artes y en la Academia de San Carlos .. Este primer momento de su trayectoria (1964-67) puede calificarse de neofigurativo.  La figura humana (a veces agrupada en diminutas colectividades aturdidas) aparece en medio de espacios indefinidos, de intenso desamparo monocromático desplazándose por una atmósfera amenazante. Los dibujos correspondientes a esta etapa de formación, también de temática antropomórfica, anuncian ya los rasgos peculiares que le caracterizarán posteriormente: una tensa justeza de línea que desarrolla fuertes y vigorosos efectos. 
Su carrera se vio truncada por la estancia en prisión que le supuso haber participado en las manifestaciones del Primero de Mayo de 1967 .  Hasta 1970 permanece en prisión.  Ese año pasa a formar parte del Grupo de Elche en su segunda etapa, en cuyas exposiciones participa hasta 1971. Se traslada a Canarias donde reingresa en prisión durante siete meses. No abandona el trabajo creativo hasta el punto de que pueden cifrarse en torno a dos mil los dibujos con cera o con lápices hechos en este tiempo, y que definen otra etapa de su producción, singularizada por el trágico testimonio del lado oscuro y triste del ser humano sometido, de una reclusión cuyo dolor no se ha desvanecido. 

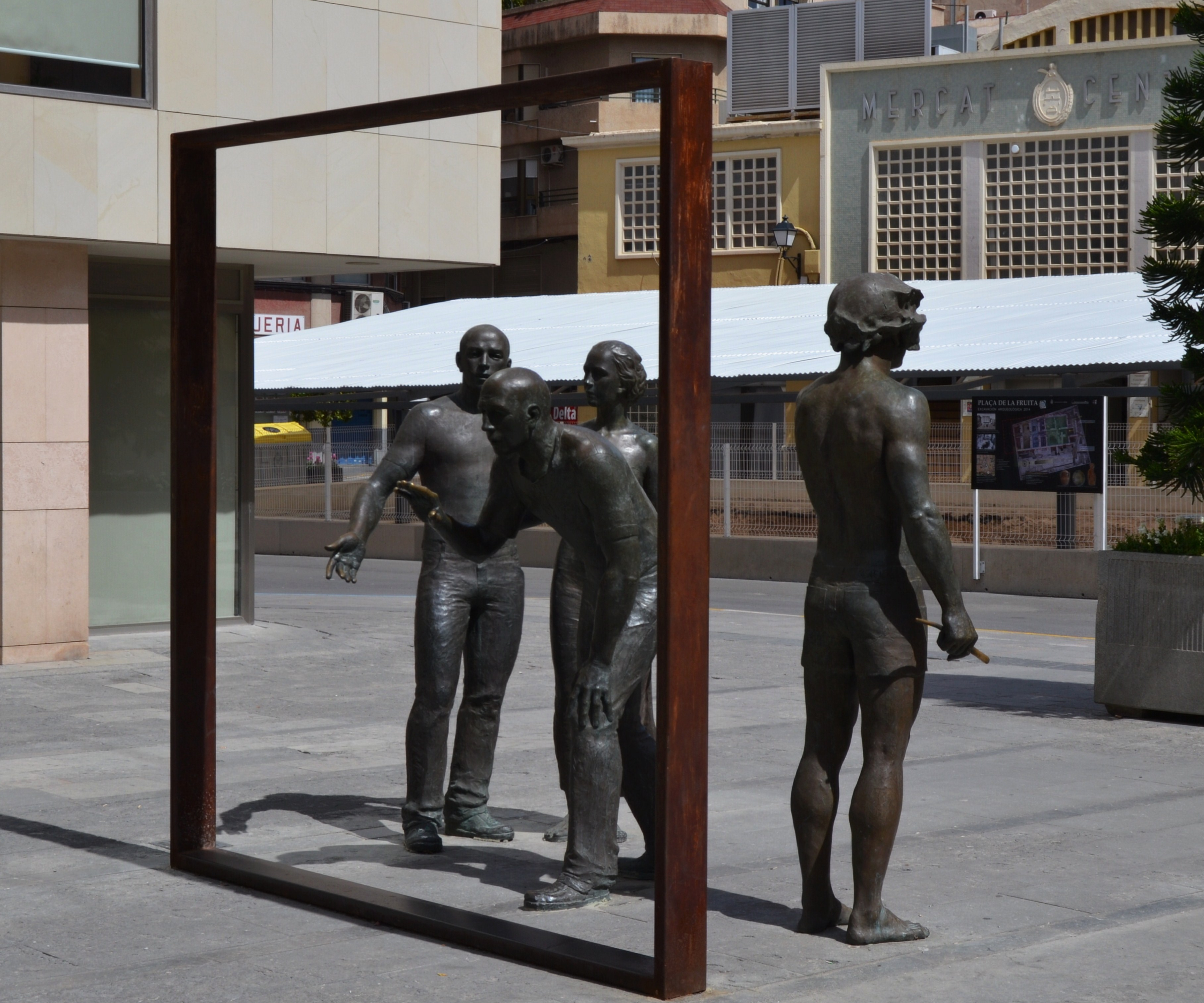
Conjunto escultórico 'Sobre la critica' por Joan Castejon en Elche.

Se casa con Paca Galván en las islas Canarias y en 1973 regresa a Valencia y un año más tarde se establece definitivamente en Denia . En 1969 retomó la pintura, optando por un expresionismo más explícito y sobrecogedor. El ser humano, como algo heroico que ha sido vencido, sometido después de una lucha con el destino y con un mundo adverso se ha convertido en referencia central de la poética de su obra. 
Desde 1999 Castejón es hijo adoptivo de Denia . 

'El Salt', cera sobre papel, 2002, Joan Castejon.

Un aspecto que sobresale en la obra de Joan Castejón es su dominio del dibujo. Dice José Manuel Caballero Bonald, que el artista "dibuja como un clásico y medita como un profeta". Enrique Cerdán Tato escribió en el diario El País en torno a la obra de Castejón: "quiso expresar el universo en las vísceras del hombre reveladas por la violencia, bajo el rótulo de 'una calle cualquiera y el minutero de un Omega: la historia daba la hora en punto, y la multitud desamparada se resolvía en un poderoso estallido de líneas y fragmentos, de volúmenes, bestiarios y máscaras".
Para Artur Balder, “ una condición indispensable de la obra de arte total, con una base de representación bien visual, literaria o musical, es su condición intemporal [...]. Pero a Castejón, próximo a la heroicidad absoluta en su representación del humanismo, se le puede atribuir, en su calidad de artista, la autoría de estos ideales, como describió Juan Gil-Albert, "a la luz se vislumbran las profundidades de unos hombres gigantes, que me obligaban a retener el aliento ya meditar.

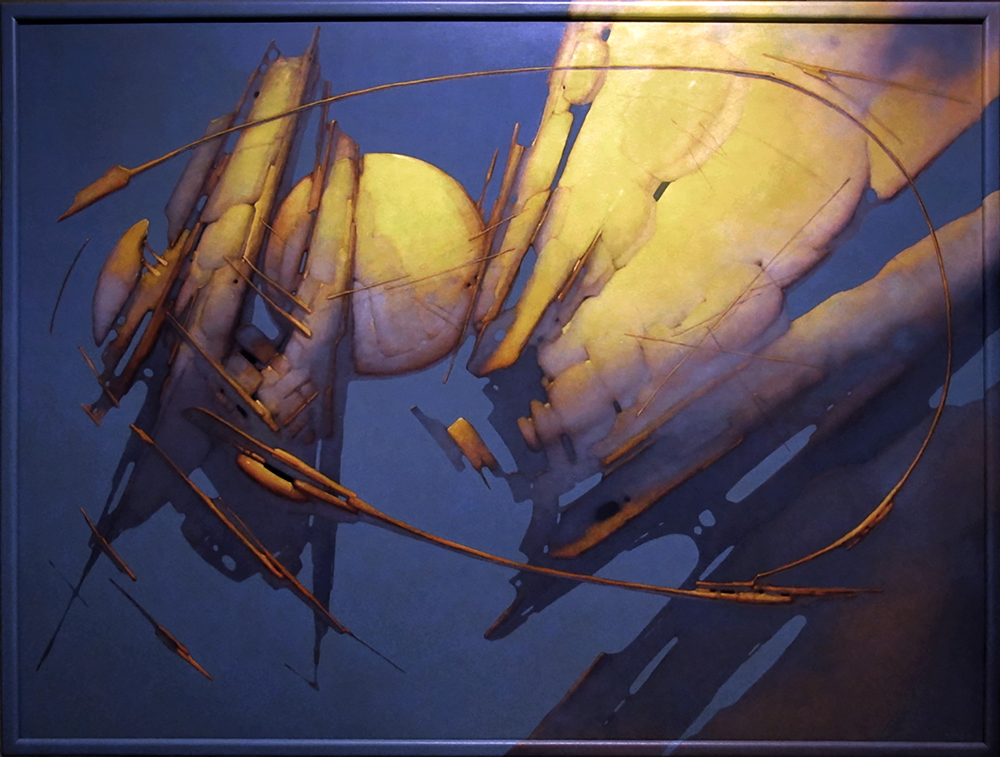
'Paisaje dorado', óleo sobre lienzo, 1993, Joan Castejon.

Martí Domínguez ha publicado en el El País: "Toda exageración es censurable, y decir que Joan Castejón es posiblemente el pintor español que mejor domina en estos momentos la anatomía humana puede parecer un exceso, pero no lo es." 
Según Román de la Calle, “su drama existencial refleja un sólido compromiso moral que trasciende a cualquier tentación coyuntura! o políticamente panfletaria. Castejón evoca una realidad con ingredientes simbólicos de tinte surreal y con alegóricas traslaciones de su experiencia personal. El virtuosismo del tratamiento expresionista del cuerpo es patente". 
Su exposición itinerante "Para Paca" recorrió la provincia de Alicante entre 2009 y 2010. Se trata de una exposición abstracta que representa a través de 50 obras, escenas de dolor y asombro con un repaso retrospectivo que permite acceder a diversos momentos históricos. Un recurso recurrente de este autor es la ausencia de rostros a través de su obra que define el aspecto íntimo y social de la humanidad. 